# Emil Kostadinov
Emil Lyubchov Kostadinov - em búlgaro Емил Любчов Костадинов (Sófia, Bulgária, 12 de agosto de 1967) - é um antigo futebolista búlgaro. Jogava na posição de atacante.

## Carreira
Kostadinov começou a sua carreira no CSKA Sofia. Lá foi formado um dos melhores trios de ataque da Bulgária, com Hristo Stoichkov e Luboslav Penev nos finais da década de 1980, o que ajudou a equipa a ganhar 3 Campeonatos da Bulgária, 3 Taças da Bulgária e a chegada à meia final da Taça das Taças.
Jogou no FC Porto de 1990 a 1994, ganhando 3 Campeonatos, e tornando-se muito popular entre os adeptos do futebol português. Jogou igualmente pelo Deportivo La Coruña, Bayern Munique, o qual ganhou 1 Taça UEFA em 1996, o Fenerbahçe, o Mogúncia e o UANL Tigres.

## Selecção Nacional
Kostadinov representou a selecção nacional de 1988 a 1998, tendo realizado 70 jogos e marcando 26 golos. Ajudou a qualificar a Bulgária para o Campeonato do Mundo de 1994 nos Estados Unidos, em que chegou às meias finais da competição, fez dupla com Stoichkov, tendo jogado os 7 jogos mas não marcou nenhum golo.
Jogou igualmente no Euro 96 e no Campeonato do Mundo de 1998, em ambos o torneios a Bulgária não chegou à segunda fase.